# Kayes Airport
Kayes Airport (franska: Aéroport de Kayes) är en flygplats i Mali. Den ligger i den västra delen av landet, 400 km nordväst om huvudstaden Bamako. Kayes Airport ligger 49 meter över havet.
Terrängen runt Kayes Airport är platt. Runt Kayes Airport är det ganska glesbefolkat, med 31 invånare per kvadratkilometer. Närmaste större samhälle är Kayes, 5,7 km sydväst om Kayes Airport. Trakten runt Kayes Airport består i huvudsak av gräsmarker.